# Gustav Schübler
Gustav Schübler (* 15. August 1787 in Heilbronn; † 8. September 1834 in Tübingen) war deutscher Naturwissenschaftler. Sein botanisches Autorenkürzel ist Schübl.

## Leben
Gustav Schübler war der älteste Sohn des Heilbronner Bürgermeisters Christian Ludwig Schübler (1754–1820). Er besuchte erst das Heilbronner Gymnasium und später das in Ellwangen (Jagst), wohin die Familie nach dem Übernahme Heilbronns durch Württemberg gezogen war. 1806 begann er ein Studium der Naturwissenschaften und der Medizin an der Universität Tübingen. Er wurde Mitglied des Corps Suevia I. Nach einer kurzen Zeit in Wien ließ er sich 1811 als praktischer Arzt in Stuttgart nieder. 1812 ging er als Lehrer an das Fellenbergische Institut nach Hofwil. Später kam er als Professor für Naturgeschichte und Botanik an die Universität Tübingen. Er hat vielfach zu naturwissenschaftlichen Themen veröffentlicht. Sein bedeutendstes Werk ist die 1834 erschienene Flora von Würtemberg, die er zusammen mit Georg Matthias von Martens verfasst hat und in der erstmals alle in Württemberg heimischen Höheren Pflanzen erfasst und beschrieben wurden. Schübler ist auch der Doktorvater von Albert Zeller (1830). Schübler war ab 1819 mit der Pfarrerstochter Karoline Kern (1800–1874) verheiratet. Der Ehe entstammte ein Sohn. 1826 wurde er in die Deutsche Akademie der Naturforscher Leopoldina gewählt. Er war korrespondierendes Mitglied der Académie des sciences in Paris. Schübler starb kurz vor dem Erscheinen seiner zusammen mit Martens verfassten Flora von Württemberg.

## Ehrungen
Nach Schübler ist die Pflanzengattung Schuebleria Mart. aus der Familie der Enziangewächse (Gentianaceae) benannt.

## Schriften
- Georg Cless, Gustav Schübler: Versuch einer medizinischen Topographie der Königlichen Haupt- und Residenzstadt Stuttgart (1815)

- Untersuchungen der Erdarten in ökonomischer Hinsicht (1817)
- Über die Vegetationsverhältnisse der Schweiz in verschiedener Höhe (1824)
- Die Höhlen der Württembergischen Alp (1824)
- Untersuchungen über die Einwirkungen verschiedener Stoffe auf das Leben der Pflanzen (1826)
- Untersuchungen über den Einfluß des Mondes auf die Veränderungen unserer Atmosphäre (1830)
- Grundsätze der Agricultur-Chemie (1831)
- Grundsätze der Meteorologie in näherer Beziehung auf Deutschlands Klima (1831)
- Nachrichten über die Verhältnisse des Weinbaues in Würtemberg. Vom Jahr 1236-1830 u. wichtigere sich hierauf beziehende Witterungs-Erscheinungen (1831)
- Gustav Schübler, Georg Matthias von Martens: Flora von Würtemberg (1834)